# Gertrudtjärnarna
Gertrudtjärnarna är varandra näraliggande sjöar i Storumans kommun i Lappland som ingår i Umeälvens huvudavrinningsområde. Gertrudtjärnarna ligger i Vindelfjällen Natura 2000-område och skyddas av habitat- och fågeldirektivet
- Gertrudtjärnarna (Tärna socken, Lappland, 732365-145461), sjö i Storumans kommun, 66°00′35″N 14°48′17″Ö / 66.0096°N 14.8048°Ö
- Gertrudtjärnarna (Tärna socken, Lappland, 732385-145514), sjö i Storumans kommun, 66°00′41″N 14°48′59″Ö / 66.0115°N 14.8164°Ö